# Nordwest-Territorien
Die Nordwest-Territorien (englisch Northwest Territories [nɔɹθˌwɛst ˈtʰɛɹɪtʰɔɹiz], französisch Territoires du Nord-Ouest [tɛʁiˈtwaʁ dy nɔʁˈwɛst]) sind neben Yukon und Nunavut ein Gebiet (Territorium) in Kanada. Diese drei den Norden des Staates Kanada bildenden Territorien sind im Gegensatz zu den Provinzen im Süden der kanadischen Bundesregierung direkt unterstellt. Hauptstadt der Nordwest-Territorien ist Yellowknife.
Im Jahr 2021 lebten auf einer Fläche von 1.127.711,92 km² 41.070 Menschen. Davon zählten sich 20.635 zu den Ureinwohnern, also Inuit, Métis oder First Nations, wie die Indianer in Kanada genannt werden. Letztere gliedern sich in 26 Stämme mit mehr als 17.000 Angehörigen auf. Die Bevölkerung, die 2011 bei 41.462 Einwohnern lag und damit nahezu unverändert blieb, lebt ganz überwiegend um die Hauptstadt und an der Mündung des Mackenzie in die Beaufortsee.
Das Klima ist überwiegend kaltgemäßigt (boreal) sowie im höchsten Norden polar – mit entsprechend Nadelwäldern im Süden, die nach Norden von Waldtundren abgelöst werden, die schließlich in die baumlose Tundra übergehen. Flora und Fauna sind an die kurzen Sommer und die langen Winter angepasst, wobei vor allem die größten Karibuherden Amerikas, im Norden auch Herden von Moschusochsen, prägend sind.
Die Wirtschaft basiert überwiegend auf der Gewinnung von Rohstoffen. Keine bedeutende Rolle mehr spielt der Pelzhandel, der allerdings für die Entwicklung des Gebiets von erheblicher Bedeutung war.
Ursprünglich umfassten die Nordwest-Territorien den überwiegenden Teil Kanadas und dessen gesamten Norden. Das Territorium Yukon gehörte bis 1898 zu den Nordwest-Territorien, die Gebiete der Provinzen Alberta und Saskatchewan bis 1905, Teile von Manitoba bis 1912. Ein weiteres Mal verkleinert wurde das Gebiet mit der Gründung des Territoriums Nunavut im Jahr 1999. Der heute noch gebrauchte Plural für die Verwaltungseinheit Nordwest-Territorien wurde durch die Gründung der beiden anderen territorialen Verwaltungseinheiten sachlich überholt.

## Geographie

### Ausdehnung und Gliederung
Die Nordwest-Territorien grenzen im Westen an Yukon, im Osten an Nunavut, im Südwesten an British Columbia, im Süden an Alberta und im Südosten an Saskatchewan. Im äußersten Südosten stößt das Territorium außerdem am Vierländereck Four Corners an die Provinz Manitoba.
Nach den Großen Seen finden sich hier die größten Seen Kanadas, wie der Große Bärensee mit einer Fläche von 31.153 km² und der Große Sklavensee mit 27.048 km². Zwischen den mit Abstand größten Seen liegt der Lac la Martre, der mit 1776 km² drittgrößte See des Territoriums.
Das größte Entwässerungsgebiet ist das des Mackenzie im Westen, der seinen Ausgang im Großen Sklavensee nimmt. Ihm strömen Flüsse wie der Liard, der wiederum den South Nahanni River aufnimmt, und der Peel River zu, die sich jedoch nur zu einem geringen Teil im Territorium befinden, sowie der Keele River. Im Osten befinden sich zahlreiche Seen, von denen die Vierergruppe Kasba Lake (1341 km²), MacKay Lake (1061 km²), Aylmer Lake (847 km²) und Clinton-Colden Lake (737 km²) zu den größten zählen. Hottah (918 km²), Selwyn (717 km²) und Wholdaia Lake (678 km²) schließen sich weiter im Osten an.

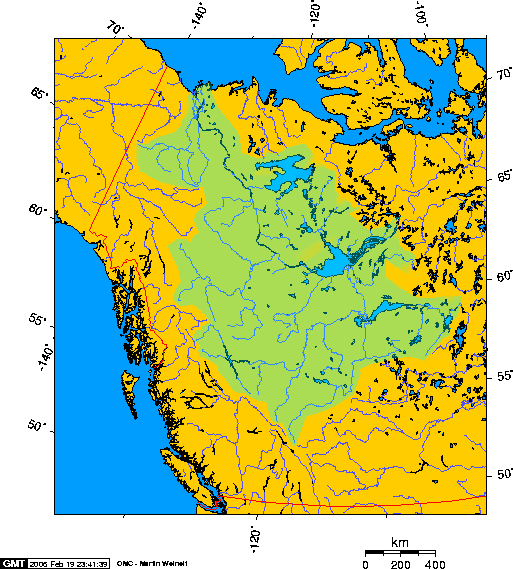
Entwässerungsgebiet des Mackenzie

Im Norden gehören einige Inseln des kanadisch-arktischen Archipels im Arktischen Ozean zum Territorium, wie die Banksinsel, die Prinz-Patrick-Insel sowie Teile von Victoria Island und Melville Island. Die beiden größten Seen dort sind der Aubry und der Colville Lake.
Der höchste Punkt ist mit 2773 Metern ein namenloser Gipfel, der inoffiziell Mount Nirvana genannt wird und in den Mackenzie Mountains liegt, die zugleich den höchsten Gebirgszug darstellen. Er bildet zugleich die Grenze zu Yukon. Zweithöchster Berg ist der 26 km nördlich gelegene Mount Sir James MacBrien mit 2762 m.

### Geologie und Landschaft
Flüssiger Basalt lagerte sich vor knapp 1,3 Milliarden Jahren im Gebiet um den Coppermine River auf einer Fläche von 170.000 km² ab. Innerhalb von weniger als fünf Millionen Jahren lagerte sich Basalt bis zu einer Höhe von 3,5 km ab. Einen äußerst aktiven Magmabereich bildete dabei der Mackenzie Hotspot, später entstanden weitere vulkanische Hotspots in Nunavut bis nach Ellesmere Island.
Im Westen bilden die Mackenzie Mountains einen Teil der nördlichen Rocky Mountains. Entlang der Westgrenze des Territoriums bilden Gebirgszüge (Ranges) wie die Tawu Range oder die Backbone Range Abschnitte der Mackenzie Mountains. An dessen Ostseite befinden sich vergleichsweise waldreiche Flusstäler, ebenso wie im Süden des Territoriums, wo sich auch die Hauptstadt Yellowknife an der Einmündung des Yellowknife River in den North Arm des Großen Sklavensees befindet.

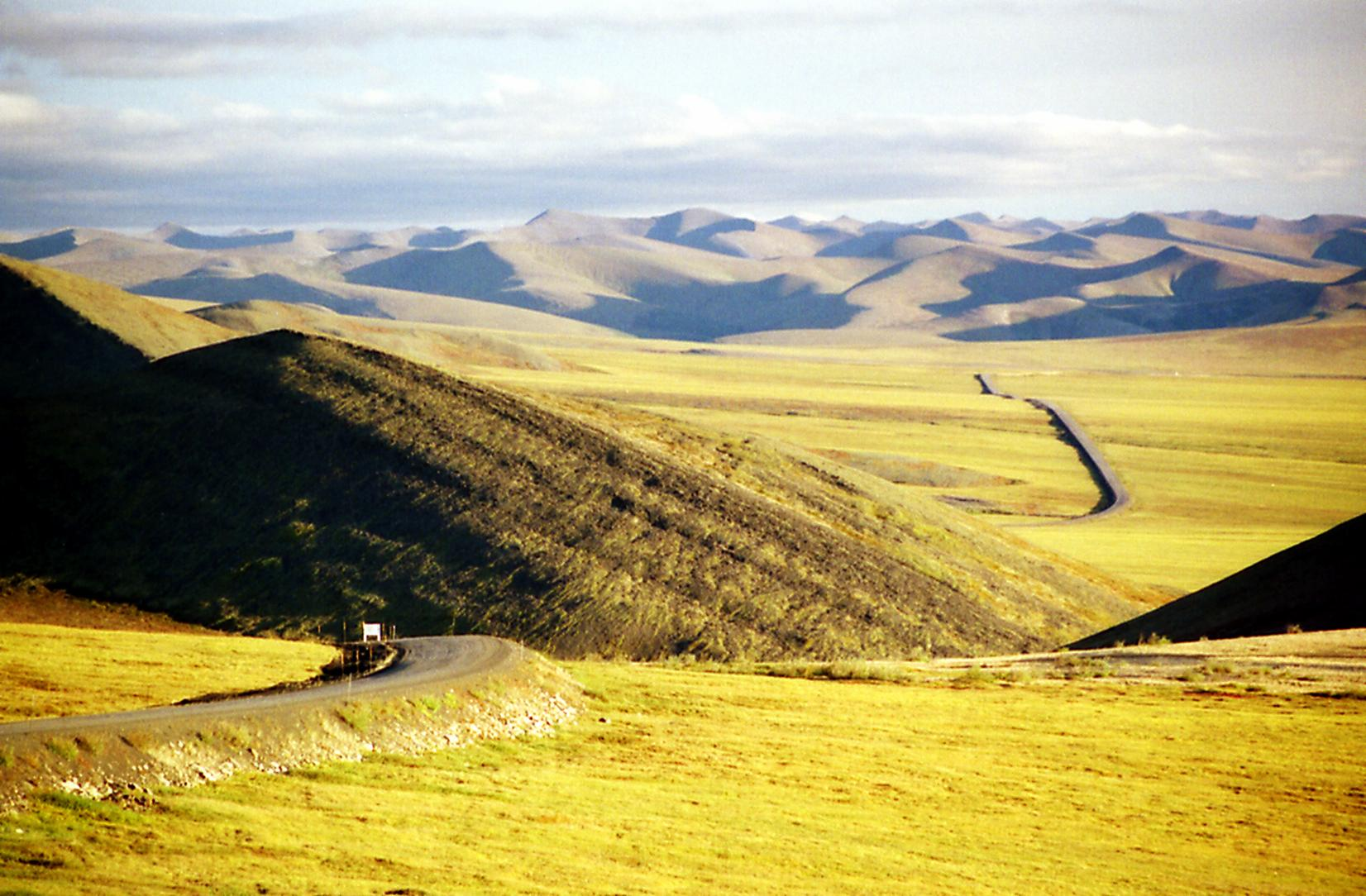
Richardson Mountains, Blick vom Wright-Pass auf den Dempster Highway

Zur Kreidezeit waren die tiefer liegenden Gebiete östlich der Mackenzie-Berge, die heute zum Entwässerungsgebiet des Mackenzie gehören, von einem Meeresarm bedeckt. Ostwärts des Mackenzie erheben sich Plateaus, wie das Horn Plateau (838 m), oder Gebirgszüge wie die Franklin Mountains (Cap Mountain, 1577 m), bergige Landschaften die noch weiter ostwärts von zahlreichen Seen durchsetzt sind. Ostwärts der beiden großen Seen des Territoriums schließt sich eine weitgehend weglose Seenlandschaft an, durch die sich nordöstlich des Großen Bärensees bereits die Grenze nach Nunavut zieht.
Im äußersten Norden erstreckt sich die Küste des Festlands von der Mackenziemündung bis zum Amundsen Gulf, eine Region, die arktisch ist und eine geringe Vegetation aufweist, und in der nur der Ort Paulatuk besteht. Darüber hinaus gehören mehrere Inseln zum Territorium, wie etwa ein Teil der Victoria-Insel, an dessen Westküste die Siedlung Ulukhaktok liegt, die Banksinsel, die bis 750 m aufsteigt, oder die Prinz-Patrick-Insel. Die arktische Landschaft ist geologisch noch sehr jung. Das Gebiet war vor 20.000 Jahren vollständig mit Gletschern bedeckt und erst ab etwa 8000 v. Chr. wurde es von Süden nach Norden zunehmend eisfrei.
Im Südwesten von Fort Smith liegt das bedeutendste Gipskarstgebiet Nordamerikas mit zahlreichen Höhlen, Dolinen, Sinklöchern (das bekannteste ist der Pine Lake) und unterirdischen Flüssen. Im Wood Buffalo National Park finden sich mit Salzkrusten überzogene Gebiete, deren Salz aus dem hier befindlichen Meeresarm stammt, der einst den überwiegenden Teil des Territoriums bedeckte.

### Klima
Der Großteil des Festlandes hat ein boreales Klima. In einem höchstens 200 km breiten Küstenbereich sowie auf den gesamten zugehörigen Inseln des kanadischen Archipels ist es polar bzw. arktisch mit sehr kalten und langen Wintern und kurzen Sommern. Das gesamte Territorium ist zudem hochkontinental mit ganzjährig geringem Niederschlag und Temperaturschwankungen zwischen Sommer und Winter von mehr als 40 Kelvin. Die Niederschläge fallen etwa zur Hälfte als Schnee. Frost ist überall prägend: Der Permafrost im Boden besteht im Norden ganzjährig, während er im Süden des Territoriums saisonal oberflächlich taut. Der höchste Norden wird zur Kryosphäre der Erde gerechnet. Die Sommer sind dementsprechend im Süden etwas milder, im Norden kürzer und kühler. Im Winter sind Temperaturen unter −40 °C keine Seltenheit. So lagen die Temperaturen in Yellowknife zwischen dem 31. Dezember 1993 und dem 19. Januar 1994 durchgängig unter −37 °C. Trotz eines sehr kalten Winters 2007/08, bei dem Yellowknife neun Tage lang −40 °C erlebte, waren die Winter der letzten 25 Jahre von vergleichsweise hohen Temperaturen geprägt. Die niedrigste jemals gemessene Temperatur von −57,2 °C wurde in Fort Smith am 26. Dezember 1917 gemessen. Die Niederschläge sind dabei gering, jedoch kam es um die Hauptstadt am 20. Juli 2008 zu ausgedehnten Niederschlägen mit starkem Hagel, bei Temperaturen von über 30 °C. In der Subarktis (Yellowknife) liegt die durchschnittliche Höchsttemperatur im Januar bei −23 °C und 21 °C im Juli, in der arktischen Zone bei −33 °C bzw. 10 °C. Im Juni herrscht dort 20 bis 24 Stunden Tageslicht und bis zu 24 Stunden Dunkelheit im Dezember.

### Flora und Fauna

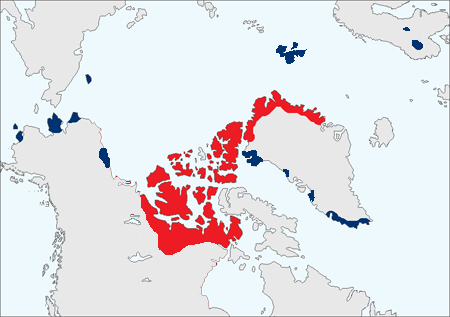
Verbreitungsgebiet der Moschusochsen, rot: Verbreitungsgebiet im frühen 19. Jahrhundert, blau: Ausbreitung im 20. Jahrhundert

Während der äußerste Westen und Süden des Territoriums von borealen Wäldern bedeckt sind, die sich im Mackenzietal weiter nach Norden ausdehnen, wird der Großteil des Festlandes (vor allem der Bereich zwischen den beiden großen Seen) von offenen Flechtenwäldern und Waldtundren eingenommen, bevor zur Küste hin die Wald- und Baumgrenze überschritten wird. Dort und auf den nördlichen Inseln liegen weitläufige Tundren. Die Baumbestände werden häufig von der Schwarz-Fichte gebildet. Jenseits der Waldgrenze dominieren bodennahe Pflanzen, wie Zwergsträucher und Gräser in der niederpolaren sowie Moose und Flechten in der hochpolaren Tundra der nördlichsten Inseln. Dort wächst als höhere Pflanzenart nur noch der Gegenblättrige Steinbrech (purple mountain saxifrage).
Im Territorium existieren sieben große Herden von Karibus, die bis über eine halbe Million Tiere umfassen und von denen die im Osten lebende Qamanirjuaq-Herde die größte ist. Ohne sie wäre eine Besiedlung durch die frühesten Bewohner kaum möglich gewesen. Das Tal des Thompsen River auf der Banksinsel bildet dagegen eines der wichtigsten Lebensgebiete für Moschusochsen, die in Kanada seit 1917 unter Schutz stehen. Allerdings dürfen die lokalen Inuit eine kleine Zahl von Tieren pro Jahr erlegen. Ihre Zahl wird auf 50.000 geschätzt, zudem leben rund 26.000 Elche, mindestens 10.000 Vielfraße und 15.000 Wölfe im Territorium.

### Städte und Orte

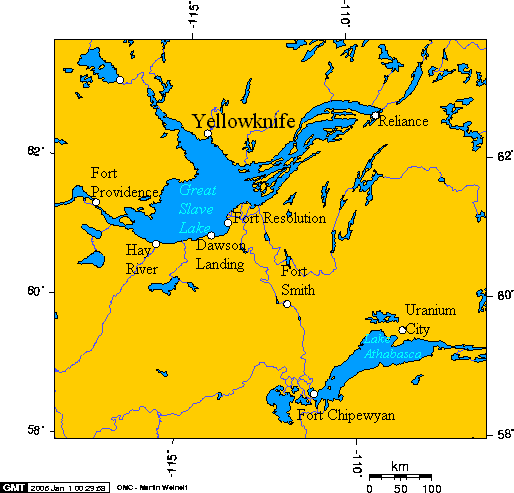
Siedlungskammer Großer Sklavensee

Die bei weitem größte Siedlungskammer bildet der Große Sklavensee mit dem oberen Mackenzie. Dort befindet sich Yellowknife, die Hauptstadt des Territoriums, und mit 19.569 Einwohnern der größte Ort. Er liegt am Großen Sklavensee, ähnlich wie die zweitgrößte Stadt Hay River mit 3.528 Einwohnern. Etwas weiter südlich liegt Fort Smith, schon fast in Alberta. Ebenfalls im Raum des Großen Sklavensees liegt Behchokò mit 1.874 Einwohnern (inklusive der Einwohner des Reservates), das frühere Rae-Edzo und die größte Dené-Siedlung, sowie Fort Simpson und Fort Providence am Mackenzie. Außerhalb dieser großen Siedlungskammer findet sich eine weitere im Mündungsgebiet des Mackenzie, wo sich Inuvik, die drittgrößte Stadt befindet, ebenso wie Fort McPherson und Tsiigehtchic, das frühere Arctic Red River mit 172 Einwohnern.
Die folgende Tabelle enthält die zehn größten Gemeinden des Territoriums (inklusive aller Orte, die den Gemeindestatus City, Town oder Village haben), ihre Region und den Gemeindestatus sowie ihre Einwohnerzahlen aus den jeweiligen Volkszählungen von Statistics Canada, der nationalen Statistikagentur.
| Gemeinde        | Region      | Gemeinde- status  | Einwohnerzahl | Einwohnerzahl | Einwohnerzahl | Einwohnerzahl | Einwohnerzahl | Einwohnerzahl | Einwohnerzahl |
| Gemeinde        | Region      | Gemeinde- status  | 01991         | 01996         | 02001         | 02006         | 02011         | 02016         |               |
| --------------- | ----------- | ----------------- | ------------- | ------------- | ------------- | ------------- | ------------- | ------------- | ------------- |
| Déline          | Sahtu       | Charter community |               |               | 536           | 526           | 472           | 533           |               |
| Fort McPherson  | Inuvik      | Hamlet            | 759           | 878           | 761           | 779           | 792           | 700           |               |
| Fort Providence | South Slave | Hamlet            | 645           | 748           | 753           | 727           | 734           | 695           |               |
| Fort Simpson    | Dehcho      | Village           | 1.142         | 1.257         | 1.163         | 1.216         | 1.238         | 1.202         |               |
| Fort Smith      | South Slave | Town              | 2.480         | 2.441         | 2.185         | 2.364         | 2.496         | 2.542         |               |
| Hay River       | South Slave | Town              | 3.253         | 3.611         | 3.510         | 3.648         | 3.606         | 3.528         |               |
| Inuvik          | Inuvik      | Town              | 3.206         | 3.296         | 2.894         | 3.484         | 3.463         | 3.243         |               |
| Norman Wells    | Sahtu       | Town              | 627           | 798           | 666           | 761           | 727           | 778           |               |
| Tuktoyaktuk     | Inuvik      | Hamlet            | 918           | 943           | 930           | 870           | 854           | 898           |               |
| Yellowknife     | North Slave | City              | 15.179        | 17.275        | 16.541        | 18.700        | 19.234        | 19.569        |               |

## Bevölkerung
| Bevölkerungsentwicklung | Bevölkerungsentwicklung |
| Jahr                    | Einwohner               |
| ----------------------- | ----------------------- |
| 1871                    | 48.000                  |
| 1891                    | 98.967                  |
| 1911                    | 6.507                   |
| 1931                    | 9.316                   |
| 1951                    | 16.004                  |
| 1961                    | 22.998                  |
| 1971                    | 34.805                  |
| 1981                    | 45.740                  |
| 1991                    | 57.649                  |
| 2001                    | 37.560                  |
| 2006                    | 41.464                  |
| 2011                    | 41.462                  |
| 2016                    | 41.786                  |
| 2021                    | 41.070                  |

Die frühen Bevölkerungsangaben sind zum einen unzuverlässig, zum anderen beziehen sie sich auf das erheblich größere Gebiet der Nordwest-Territorien des 19. Jahrhunderts. So lieferte erst die Volkszählung von 1911, also nach der Abspaltung von Yukon, Alberta und Saskatchewan, genauere und vergleichbare Ergebnisse. Ähnliches gilt für die Volkszählung von 1991 und die Abspaltung von Nunavut.
Die ursprünglich hier lebenden First Nations und Inuit sowie Métis bilden die absolute Mehrheit der Bevölkerung, doch bezeichnet sich etwa ein Fünftel der Bevölkerung als Kanadier, rund die Hälfte hat europäische, vor allem englische, schottische und irische, aber auch französische und deutsche Vorfahren.
Die indianischen Gruppen stellen vier First Nations der Gwich'in im Mackenzie-Gebiet. Die Teetl'it Zheh oder Fort McPherson leben am Peel River und sind die größte Gwich'in-Gruppe in den Nordwest-Territorien. Ihr Name bedeutet „Volk vom Oberlauf“. Die zweite Gruppe sind die Tsiigehtchic („Volk der Ebenen“), die im gleichnamigen Dorf leben. Die Edhiitat Gwich'in („Delta-Volk“) leben in Aklavik am Peel Channel im MacKenzie-Delta, ebenso wie die Nihtat Gwich'in („gemischte Nationen“), die in Inuvik am East Channel leben.
Die zweite große Gruppe bilden die Sprecher der Chipewyan-Sprachen, vor allem die Fort Resolution/Deninu Kue First Nation und Smiths Landing. Zwischen 2006 und 2011 gab es erneut eine Stagnation beim Bevölkerungswachstum, jedoch war das Bevölkerungswachstum in den anderen nördlichen und unwirtlichen Provinzen Nunavut und Yukon mit 11,6 bzw. 8,3 Prozent in nur 5 Jahren sehr hoch. Der Grund ist nicht bekannt und die kanadische Volkszählungsbehörde rechnet zwischen 2011 und 2016 wieder mit einem spürbaren Wachstum.
Gemäß der Volkszählung von 2006 waren die folgenden zehn Ethnien die am meisten in den Nordwest-Territorien vertretenen (Mehrfachnennungen waren möglich):
- First Nations – 36,0 %
- „Kanadier“ – 19,6 %
- Engländer – 16,6 %
- Schotten – 14,0 %
- Iren – 12,0 %
- Inuit – 11,2 %
- Franzosen – 10,4 %
- Deutsche – 8,1 %
- Métis – 8,0 %
- Ukrainer – 3,4 %

Im Territorium sind 26 First Nations anerkannt, denen im Februar 2009 zusammen rund 17.000 Menschen angehörten. Die größte Gruppe mit rund 2.700 Angehörigen bilden die Tli Cho zwischen Großem Bären und Sklavensee, die früher Dog Rib genannt wurden. Weitere anerkannte Stämme mit ihren registrierten Angehörigen sind nach Angaben des Department of Indian Affairs and Northern Development:
| First Nation                  | Angehörige |
| ----------------------------- | ---------- |
| Acho Dene Koe                 | 639        |
| Aklavik                       | 404        |
| Behdzi Ahda First Nation      | 175        |
| Dechi Laot'i First Nations    | 164        |
| Deh Gah Gotie Dene Counci     | 1.058      |
| Deline First Nation           | 943        |
| Deninu K'ue First Nation      | 822        |
| Dog Rib Rae                   | 2.734      |
| Fort Good Hope                | 843        |
| Gameti First Nation           | 321        |
| Gwichya Gwich'in              | 419        |
| Inuvik Native                 | 534        |
| Jean Marie River First Nation | 133        |

| First Nation                   | Angehörige |
| ------------------------------ | ---------- |
| K'atlodeeche First Nation      | 525        |
| Ka'a'gee Tu First Nation       | 64         |
| Liidlii Kue First Nation       | 1.206      |
| Lutsel K'e Dene First Nation   | 697        |
| Nahanni Butte                  | 137        |
| Pehdzeh Ki First Nation        | 325        |
| Salt River First Nation        | 844        |
| Sambaa K'e (Trout Lake) Dene   | 117        |
| Tetlit Gwich'in                | 1.336      |
| Tulita Dene                    | 613        |
| West Point First Nation        | 70         |
| Wha Ti First Nation            | 603        |
| Yellowknives Dene First Nation | 1.321      |

## Geschichte

### Frühgeschichte
Die Frühgeschichte des Nordwestens ist auf die mündliche Tradition der dortigen Ureinwohner und auf archäologische Quellen angewiesen (vgl. Geschichte der First Nations). Die Funddichte nimmt dabei beständig zu. Im Jahr 2006 waren mehr als 6.000 archäologische Stätten bekannt, die jedoch nur einen Bruchteil der vorhandenen Stätten darstellen.
Dabei hat sich seit 2002, ähnlich wie schon vorher im Yukon-Gebiet, eine Quellengattung als besonders fruchtbar erwiesen. Diese entstand dadurch, dass Karibuherden im Sommer Schutz vor der Hitze und vor Insekten suchen, indem sie sich auf Eisfeldern niederlassen. Dabei hinterließen sie selbst Spuren, vor allem in Form von Dung, aber auch die Jäger, die ihnen auf das Eis folgten, hinterließen zahlreiche Artefakte. Diese tauen, bedingt durch die Klimaerwärmung, zunehmend auf. Daher wurde 2002 ein Forschungsprojekt initiiert, das mit der Hilfe der Tulita First Nations Band und Hubschraubern die Spuren am Gebirgsrand systematisch erfassen sollte. Dabei traten bis zu 7000 Jahre alte Gegenstände zutage, die auch aus organischem Material bestehen, Material, das weiter im Süden erst aus sehr viel jüngeren Fundstätten bekannt ist.
Die früheste in der Region fassbare Tradition im Norden ist jedoch die Arctic Small Tool tradition, die, wie der Name zum Ausdruck bringt, kleine Werkzeuge hinterließ, die auf die Zeit zwischen 2500 und 800 v. Chr. datiert werden, und sich von Alaska bis Grönland finden. Ihre Ausprägungen im Norden Kanadas waren Independence I und Pre-Dorset. Man nimmt an, dass die ethnischen Gruppen aus Asien um 2500 v. Chr. eingewandert sind, und erstmals den Norden der Nordwest-Territorien besiedelten. Ihr folgte die Dorset-Kultur bis etwa 1000 n. Chr. (vgl. Inuit-Kultur). Um 1000 zogen Gruppen im Zuge einer Klimaerwärmung süd- und ostwärts. In der so genannten 2. Expansion drangen sie bis an die Hudson Bay vor. Nach 1300 kühlte sich das Klima wieder ab, was den Menschen das Überleben zunehmend erschwerte. In der Kleinen Eiszeit zwischen 1550 und 1850, mit einem kurzzeitigen Wärmehoch um 1800, wurde der größere Teil des äußersten Nordwestens entvölkert.

### Pelzhandel und Missionierung
In den Nordwest-Territorien und in Yukon hatte der Pelzhandel zwei Wurzeln. Biber, Bisam, Nerz, Echte Marder und auch Luchse wurden von den Bewohnern des Mackenzie-Beckens gejagt, später von denen des Deltas. Der mit der Jagd verbundene Handel dehnte sich seit dem 17. Jahrhundert nordwestwärts aus und erreichte die Küsten der Arktis im 19. Jahrhundert. Die zweite Wurzel war die Jagd auf den Polarfuchs. Erstere Jagd führten die Indianer, Letztere die Inuit aus.

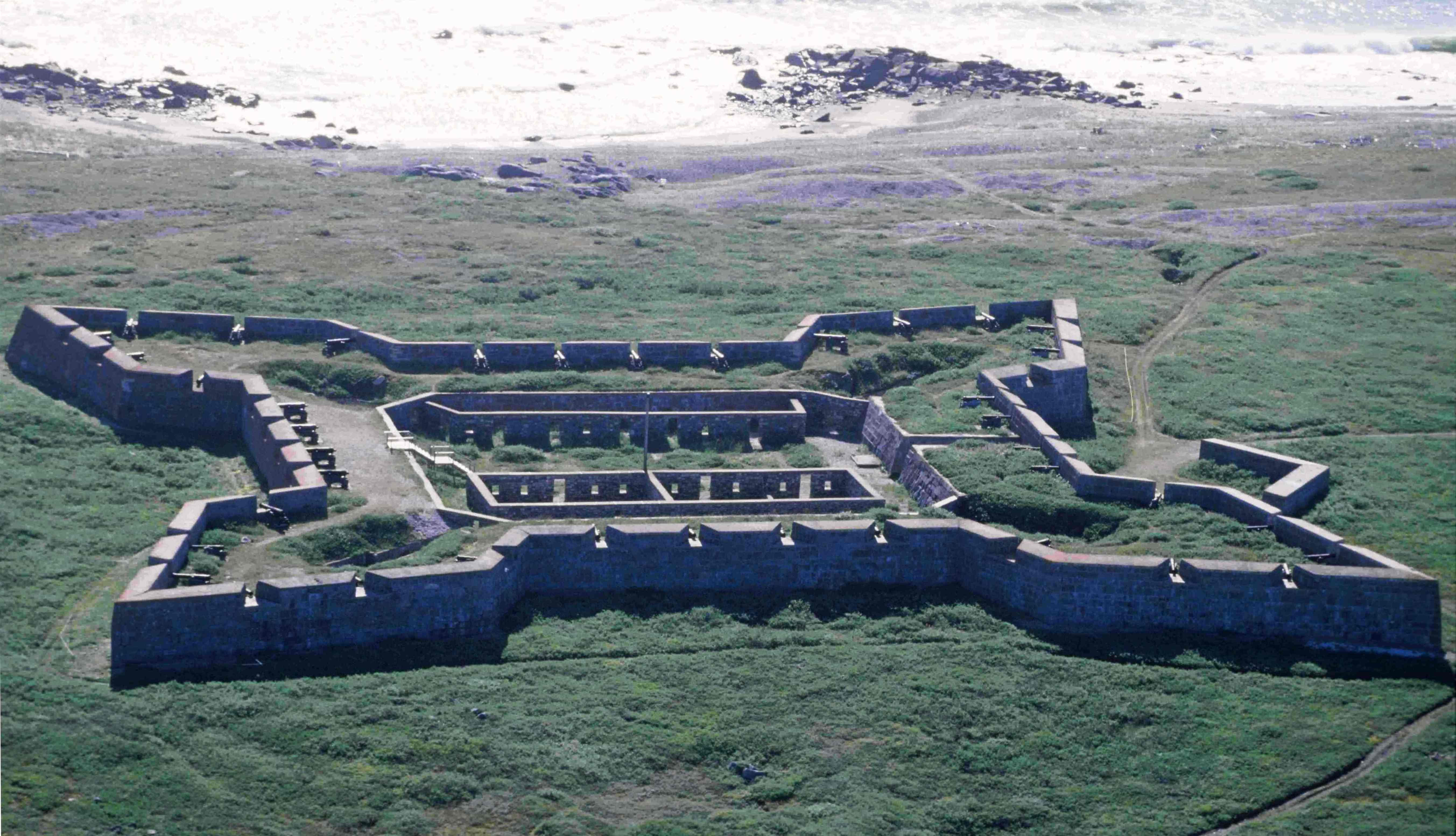
Fort Prince of Wales (von Nordwesten gesehen)

Samuel Hearne bereiste 1770 bis 1772 die Polargebiete, ausgehend vom Fort Prince of Wales (Churchill) an der Hudson Bay. Er erreichte den Coppermine River und berichtete als erster vom Großen Sklavensee. Er schilderte die Lake Wholdaia Chipewyan als erfolgreiche Karibujäger, bei denen auch die Ältesten gut versorgt waren, und die er für besonders glücklich hielt. Die Bereitwilligkeit, mit der viele von ihnen Pelze an die Hudson Bay brachten, und sich damit in Hearnes Augen zu Sklaven machten, erklärt sein Führer und Beschützer Matonabbee mit ihrem Stolz auf ihre Tätigkeit, die es ihnen erlaubte, großzügig zu verschenken und Ansehen zu gewinnen. Schon Matonabbees Vater war Angestellter bei Richard Norton im Prince of Wales Fort um 1735, und nach dem Tod des Vaters adoptierten er und seine Cree-Frau seinen Sohn.
1786 entstand mit Fort Resolution (nahe der Mündung des Slave River in den Great Slave Lake) der erste Handelsposten im Bereich der späteren Nordwest-Territorien. Als Alexander Mackenzie den Zugang zum Pazifik suchte, entstand mit Lac La Martre der erste Handelsposten, der den athapaskischen Stämmen den direkten Handel mit europäischen Pelzhandelsgesellschaften ermöglichte. Bis dahin hatten Cree und Chipewyan die Vermittlerrolle inne. Dazu kamen nach 1700 Métis-Gruppen aus Saskatchewan, die die Methy Portage überschritten (s. Portage) und deren Nachkommen heute als Northern Métis bezeichnet werden.
In dieser frühen Phase spielte eine junge Frau eine wichtige Rolle. Thanadelthur wurde 1713 von Cree am Großen Sklavensee geraubt. Diese Raubtrupps waren seit 1670 immer wieder mit Gewehren ausgestattet auf Sklavenjagd gegangen. Die Gewehre wiederum stammten häufig aus dem Handelsposten der Hudson’s Bay Company (HBC), York Factory. Thanadelthur gelang jedoch 1714 die Flucht in das Fort, und der dortige Leiter James Knight erkannte den Wert ihrer Informationen über Pelzjäger im Nordwesten sofort. Sie führte auf seine Bitte hin William Stewart und 150 Cree zum Ostarm des Großen Sklavensees und vermittelte Frieden zwischen ihrem Volk, den Chipewyan, und den Cree. Tatsächlich errichtete die HBC einen neuen Handelsposten am Churchill, Prince of Wales. Thanadelthur starb allerdings bereits im Alter von 17 Jahren im Jahr 1717. Der Frieden ermöglichte den Cree einen ungestörten Zwischenhandel zwischen der HBC und den im Nordwesten lebenden Stämmen.
Nach der Niederlage der Franzosen gegen die Briten von 1760 bekämpften sich mehrere Handelsgesellschaften gegenseitig. Dabei drang die North West Company Richtung Nordwesten vor. Simon McTavish hatte hier neun kleine Handelsgesellschaften verbunden. 1786 bauten die beiden rivalisierenden Gesellschaften der North West Company unter Führung von Cuthbert Grant und Laurent Leroux von Gregory, Macleod and Company getrennte Forts. Die 1787 vereinten Gesellschaften bauten Old Fort Providence an der Yellowknife Bay. Doch am Prinzip der konkurrierenden Gesellschaften änderte sich nichts, denn nun trat die Hudson’s Bay Company in Konkurrenz zur vereinigten North West Company. Dieser Zustand endete erst 1821 nach dem Pemmikan-Krieg mit der zwangsweisen Vereinigung zu einer Gesellschaft, die nun als Hudson’s Bay Company firmierte und bis 1870 ein Monopol genoss.
Erst 1796 entstand ein Handelsposten am Trout River, doch musste der Posten drei Jahre später aufgegeben werden, nachdem Inuit seinen Erbauer Duncan Livingston umgebracht hatten. 1801 spaltete sich die North West Company und die XY Company entstand. Dennoch gründete sich neben kurzlebigen Handelsposten auf Dauer Fort of the Forks (1802 bis 1811, später Fort Simpson), Fort Good Hope, Fort Norman und Fort Liard. Dennoch wurden die Forts, besonders nach der Übernahme der North West Company durch die HBC, immer wieder verlagert – auch auf Wunsch der liefernden Indianer. Dabei diente Ft. Simpson als Hauptquartier für das riesige Mackenzie-Gebiet. Allein 1827 kamen so 4800 Biberfelle, 6900 Nerzfelle und 33.700 Bisamfelle an die HBC.
Zur Steigerung der Erträge trug auch bei, dass die rund ein halbes Jahrhundert anhaltenden Kriege zwischen Dogrib und Yellowknives nach 1823 durch einen Friedensschluss endeten. Im Oktober 1823 hatten die Dogrib sich für eine Niederlage gerächt, indem sie 34 Yellowknife-Leute töteten, wohl ein Fünftel des Stammes. Der Friedensschluss wurde am Mesa Lake gefeiert.
Fort Liard und Fort Halkett wurden am oberen Liard River erbaut. Damit sollten die in Alaska dominierenden russischen Mittelsmänner zu den Kaska-Indianern beim Handel über die pazifischen Küstengebiete auf dem Weg durch das Inland umgangen werden. Die weit abgelegenen Posten waren dabei, trotz Kartoffelanbau und dergleichen, von der Lebensmittelversorgung durch die Indianer abhängig, vor allem von Fleisch. Drei Expeditionen unter Leitung von Captain John Franklin erforschten die Gebiete zwischen zentraler Arktisküste und Sklavensee (1825–1827, 1836–1939, 1845).
Um 1850 entsprach die Streuung der Handelsposten ziemlich genau der heutigen. Die Indianer lebten zwar weiterhin nomadisch, doch vor allem in Herbst und Frühjahr lebten sie zunehmend in der Nähe der Handelsposten. Die Händler gaben den Jägern immer häufiger Kredit – je größer die Beute früherer Jahre gewesen war, desto höher konnten die Kredite ausfallen. Für die Indianer wurde es zu einer Art Anerkennung ihrer Jagdfähigkeiten, möglichst hohe Kredite und damit Schulden zu bekommen. Das Biberfell (madebeaver) wurde zur einzigen Währung des Gebiets. Dessen Tauschwert war klar: drei Nerze, zehn bis 15 Bisam, ein ausgewachsenes Luchsfell oder sechs Schwanenfelle entsprachen einem Madebeaver. Ein einziges Messer kostete zwei Madebeaver. Die Indianer erhielten für ihre Pelze Gewehre, Munition und Pulver, Messer, Fallen, Mehl, Tabak, Tee, Vieh und Rum. Auch dies veränderte bis weit in den Norden die Handels- und Machtstrukturen.
1847 kam der Oblatenmissionar Alexandre-Antonin Taché nach Fort Chipewyan. Hier entstand die Nordwest-Diözese, deren Bischof der 27-Jährige wurde. Von diesem späteren Bistum Mackenzie (seit 1967 Suffraganbistum des Erzbistums Grouard-McLennan), wurden weitere Missionare nach Norden entsandt. So entstand 1852 eine Missionsstation am Großen Sklavensee. Als ab den 1850er Jahren viele Indianer zum Katholizismus übertraten und die HBC in Hungerjahren mit Lebensmitteln aushalf, wuchs die Abhängigkeit von den Handelsposten. Die von Europäern eingeschleppten Epidemien, allen voran Pocken und Masern, die zahlreiche Indianer das Leben kosteten, führten dazu, dass Waisenkinder aufgenommen wurden. Durch Impfungen verliefen die Krankheiten bald weniger häufig tödlich. Andere kulturelle Veränderungen trugen dazu bei, die Abhängigkeit von Waren der Briten zu steigern. So hatten die Indianer ihr Fleisch üblicherweise mit heißen Steinen vergraben und auf diese Art gekocht, nun wurden dazu Eisenpfannen zum Braten benutzt. Die traditionellen Techniken gingen verloren.
Den Oblaten standen anfangs anglikanische Konkurrenten, vor allem aber die zahlreichen Sprachen und der Nomadismus der Indianer im Weg, dem sich die Oblaten auf Weisung Tachés allerdings anpassten. Zudem war die HBC keineswegs bereit, eine größere Zahl von Missionaren zu transportieren, zu versorgen und gegebenenfalls zu schützen; nur wenige Missionare waren in der Lage, den Wanderzyklen der Stämme zu folgen. Pater Pierre-Henri Grollier zog 1858 in den Norden nach Fort Simpson. Im selben Jahr kam auch der anglikanische Missionar James Hunter dort an. Grollier sprach Chipewyan und wohl auch Slavey. Der Oblate Émile Petitot lernte nicht nur die Sprachen, sondern erlangte auch durch kulturelle Beobachtungen eine gewisse Bekanntheit. Mit der Ankunft von Nonnen ab 1867 verlagerte sich der Schwerpunkt auf die Schulen. Dennoch war den Oblaten nicht an einer Sesshaftmachung oder gar an einer Gewinnung für ein bäuerliches Leben gelegen, das im Norden sowieso nicht möglich war.
Als die HBC 1870 ihr Handelsgebiet an Kanada verkaufte, bestanden in den Nordwest-Territorien neun Forts: Good Hope, Liard, McPherson, Norman, Providence, Resolution, Simpson, Hay River und Old Ft. Rae (bis 1875).

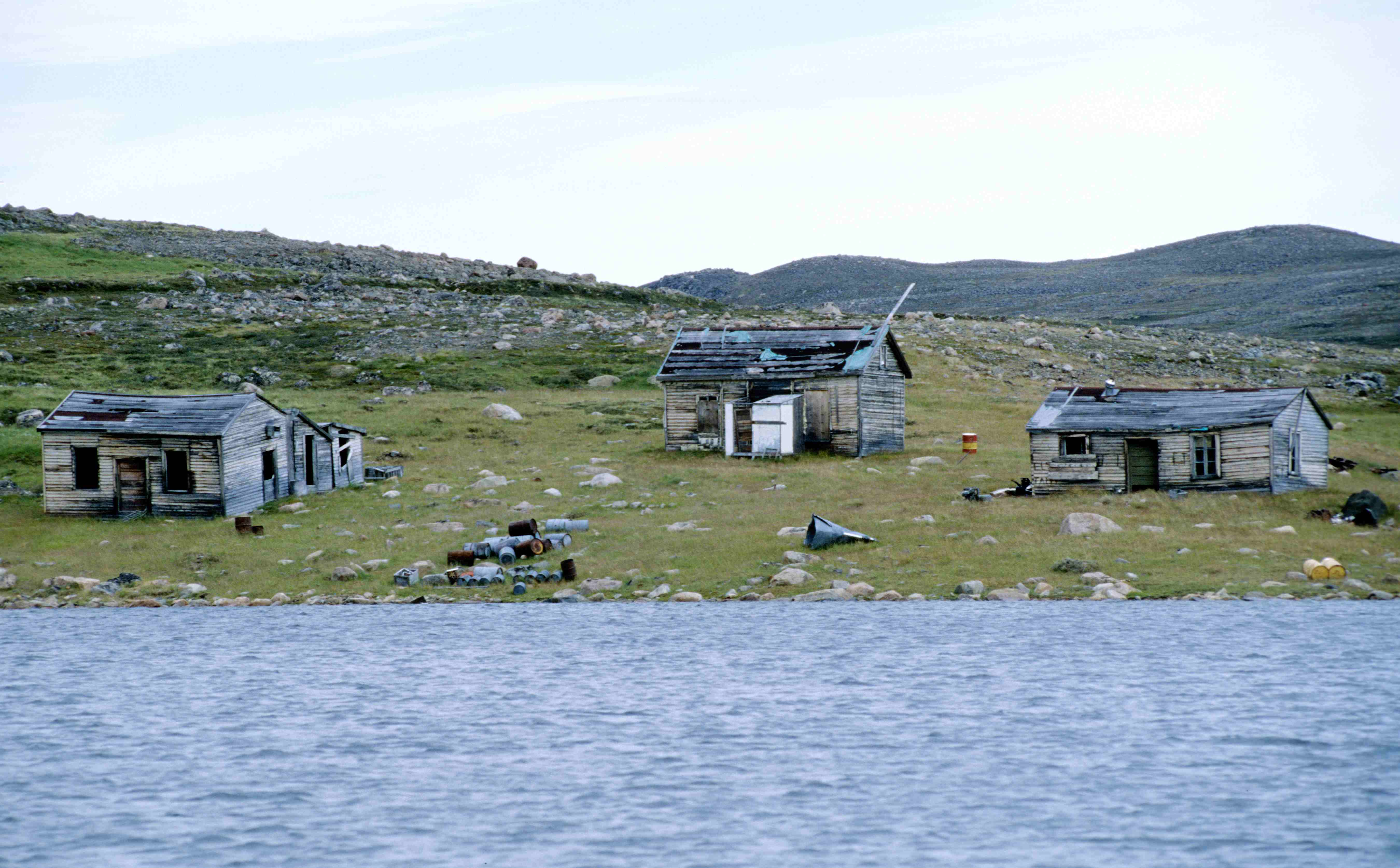
Eine Vorstellung von den kleineren Handelsposten vermittelt die abgebildete, längst aufgegebene Gruppe von Hütten am Ford Lake, nordwestlich der Hudson Bay (Zustand 1996).

Die Pelzpreise stiegen stetig, inzwischen waren Silberfuchsfelle mit Abstand die teuersten Pelze. Die Pelze wurden mit Booten, dann mit Dampfbooten den Mackenzie aufwärts transportiert, von Edmonton aus (ab 1890) ging es mit der Eisenbahn weiter in die Verbrauchszentren. Dabei war die HBC nur noch eine von mehreren konkurrierenden Gesellschaften, zu denen vor allem Hislop and Nagle zählten.
Zwar waren erst 1894 die ersten Pelzhändler persönlich über den 60. Breitengrad vorgedrungen, doch mit dem Goldrausch am Klondike River überstürzten sich die Ereignisse. Die Pelztierpopulationen gingen spürbar zurück, so dass 1906 bzw. 1917 der Northwest Game Act verabschiedet wurde. Es wurden Ruhezeiten eingeführt und außer den Indianern musste jeder eine Lizenz erwerben, deren Preis bald drastisch angehoben wurde. Dennoch stieg die Zahl der weißen Fallensteller von 140 im Jahr 1920 auf 500 sechs Jahre später. Gleichzeitig brachen etliche Tierpopulationen, wie die vom Nerz, ein. Die Zahl der erbeuteten Nerzfelle fiel von 21.205 (1923/24) auf 3.630 (1927/28). In den 1920er und 1930er Jahren wurden Lamson and Hubbard und Northern Traders Limited zu den schärfsten Konkurrenten der HBC. Doch die Weltwirtschaftskrise ließ die Preise zusammenbrechen, nur die HBC blieb übrig. Nun durften nur noch Indianer und Weiße, die bereits eine Lizenz besaßen, Fallen aufstellen. Damit war die Ära der Fallenstellerei zu Ende.

### Das Territorium

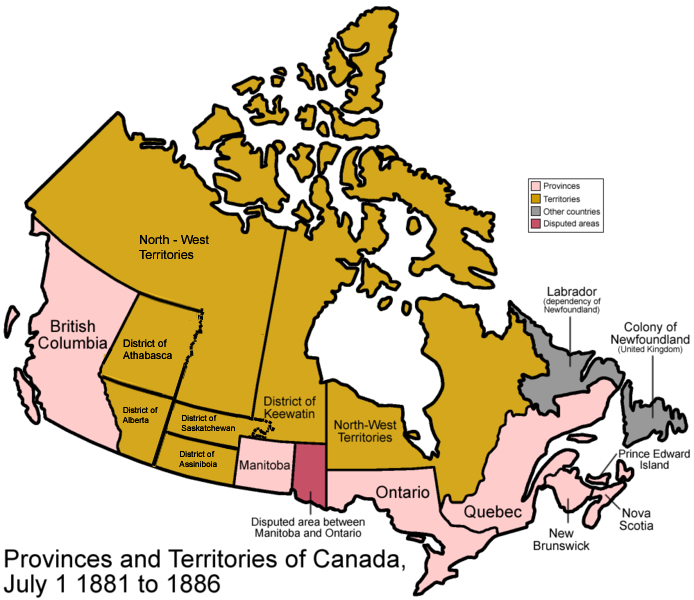
Nordwest-Territorien im Jahr 1882

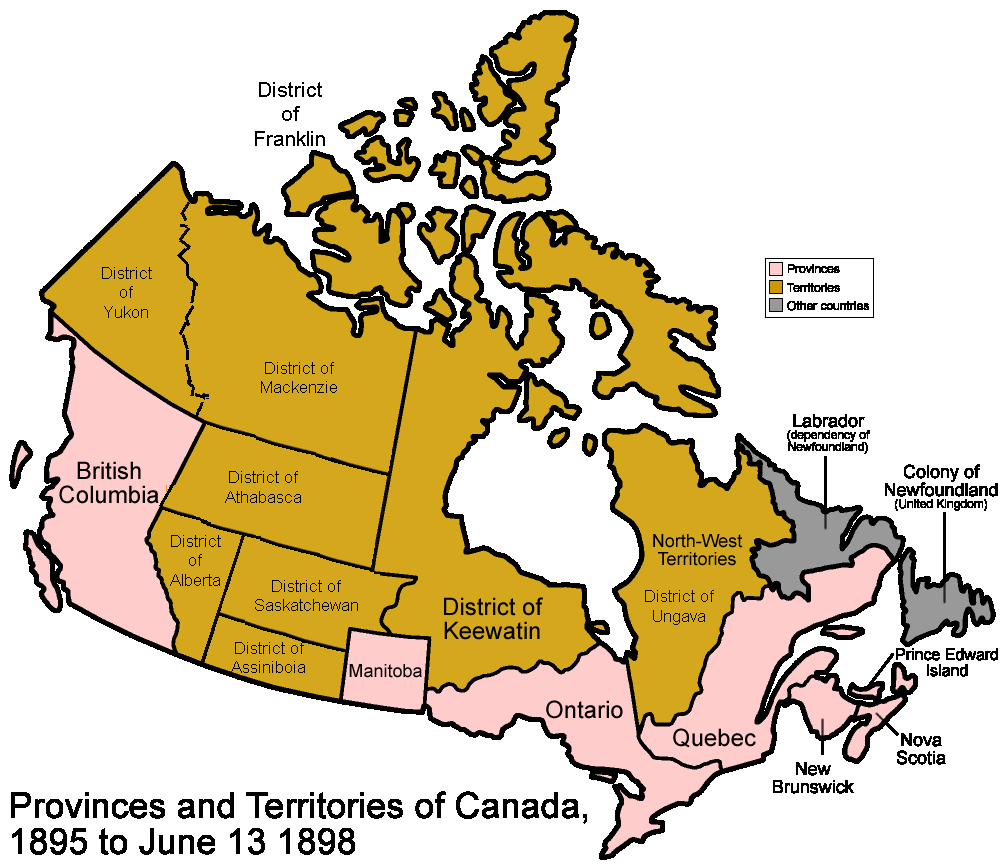
Nordwest-Territorien im Jahr 1895

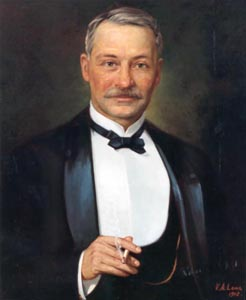
Frederick Haultain, erster und bis 1980 einziger Premier der Nordwest-Territorien (1897 bis 1905)

Das Territorium wurde im Juni 1870 geschaffen, als die Hudson’s Bay Company ihre Rechte an Ruperts Land und am Nordwestlichen Territorium an die kanadische Bundesregierung verkaufte. Das Gebiet umfasste den größten Teil des heutigen Kanada. In den Jahren danach erfolgten zahlreiche Grenzbereinigungen und Abspaltungen.
Am 15. Juli 1870 wurde mit dem Inkrafttreten des Manitoba Act die Provinz Manitoba gegründet, die damals nur ein kleines quadratisches Gebiet um die Stadt Winnipeg umfasste (1881 zu einem etwas größeren Rechteck vergrößert, das heute den südlichen Teil der Provinz bildet). Die übrigen Nordwest-Territorien wurden bis 1905 von Winnipeg aus mitverwaltet.
British Columbia, das am 20. Juli 1871 der Kanadischen Konföderation beitrat, hatte bereits 1866 jene Teile des Nordwestlichen Territoriums zugesprochen erhalten, die südlich von 60° N und westlich von 120° W lagen, ein Gebiet, das den größten Teil des Stikine-Territoriums umfasste. Am 12. April 1876 trennte man im Zentrum der Territorien den Distrikt Keewatin ab, der bis 1905 eine separate Verwaltungseinheit bildete. 1880 trat Großbritannien die britischen Arktis-Territorien an Kanada ab. 1882 und 1896 wurden die verbleibenden Gebiete der Nordwest-Territorien in die folgenden Distrikte aufgeteilt:
- Alberta (südliches Alberta, 1882)
- Assiniboia (südliches Saskatchewan, 1882)
- Athabasca (nördliches Alberta und Saskatchewan, 1882)
- Franklin (der kanadisch-arktische Archipel mit den Halbinseln Boothia und Melville, 1895)
- Mackenzie (Festlandteil der NWT und westliches Nunavut, 1895)
- Saskatchewan (zentrales Saskatchewan, 1882)
- Ungava (nördliches Québec, Labrador und Inseln in der Hudson Bay)
- Yukon (heutiges Territorium Yukon)

1889 wurde Ontario westwärts vergrößert, 1898 verschob Québec seine Grenzen nach Norden. Ebenfalls 1898 erfolgte die Gründung des Yukon-Territoriums, um die Folgen des Goldrauschs am Klondike River administrativ besser bewältigen zu können.
1899 schloss die Regierung mit den Indianern einen der so genannten Numbered Treaties (Nummerierte Verträge), in denen sie gegen Sicherung ihrer traditionellen Lebensweise ihre Gebiete abtraten. Dieser Vertrag Nr. 8 berührte nur den Südosten der heutigen Nordwest-Territorien, 1921 wurde jedoch Vertrag Nr. 11 geschlossen, der den Rest des Territoriums einschloss.
Am 1. September 1905 wurden die neuen Provinzen Alberta und Saskatchewan gegründet. Erster und einziger Premier der Nordwest-Territorien war Sir Frederick Haultain. Er lebte seit 1884 in Fort McLeod, das er im Northwest Territories Council bzw. in der Legislative Assembly of the Northwest Territories vertrat (ab 1887), und arbeitete als Staatsanwalt. Am 7. Oktober 1897 wurde er als Präsident des Executive Council oder Premier vorgeschlagen, ein Amt, das er bis 1905 innehatte. Er war ein Verfechter einer Provinz namens Buffalo, die Alberta und Saskatchewan umfassen sollte. Doch konnte er nicht Premier von einer der beiden 1905 gegründeten Provinzen werden, weil die Führer der regierenden Liberalen Partei ihn ablehnten.
1912 erweiterten Manitoba, Ontario und Québec ihr Territorium bis zu den heute gültigen Grenzen, die letztgenannte Ausdehnung hieß Nouveau-Quebec. So verblieben nur noch die Distrikte Mackenzie, Franklin (absorbierte 1920 den Rest von Ungava) und Keewatin. 1925 wurden die Grenzen der Nordwest-Territorien bis zum Nordpol ausgedehnt. Von 1925 bis 1999 betrug die Fläche der Nordwest-Territorien 3.439.296 km² (entspricht in etwa der Größe Indiens). Das Restgebiet der Nordwest-Territorien hatte von 1907 bis 1947 keinen Vertreter im kanadischen Unterhaus, danach nur der Mackenzie-Distrikt. Die Inuit erhielten erst 1953 das Wahlrecht und waren nach der Neubildung eines Wahlkreises im Jahr 1962 im Bundesparlament vertreten. Im Zuge der Abtrennung des Territoriums Nunavut von den Nordwest-Territorien am 1. April 1999 fand ein offizieller Ideenwettbewerb statt, um einen neuen Namen für das verbleibende Gebiet zu finden. Nachdem eine persiflierende Initiative von Studenten mit dem Namensvorschlag „Bob“ für immer mehr Aufmerksamkeit sorgte, wurde der Wettbewerb ergebnislos abgebrochen.

## Religion
Der Anteil der Katholiken lag 2001 bei 45,7 % der Bevölkerung. Zweitgrößtes christliches Bekenntnis war die Anglikanische Kirche mit 14,9 %, ihr folgte die Vereinigte Kirche (6,0 %), Baptisten und Lutheraner mit 1,8 bzw. 1,1 %. Die sonstigen protestantischen Gruppen umfassen über 5 %, dazu kamen 65 griechisch-orthodoxe und zahlreiche weitere christliche Gruppen, jedoch mit geringen Mitgliederzahlen. Rund 180 Muslime, 30 Juden, 155 Buddhisten, 70 Hindus und 45 Sikhs kamen hinzu. 17,4 % der Bevölkerung gaben keine Religion an.

## Politik
Die Nordwest-Territorien werden offiziell von einem Kommissar (Commissioner) regiert, der von der kanadischen Bundesregierung eingesetzt wird (vor 1905 von einem Vizegouverneur). Bereits seit 1881 existiert aber auch eine eigene Legislativversammlung (legislative assembly), deren Mitglieder zunächst bestimmt, dann ab 1951 gewählt wurden. Erst seit 1975 werden alle 19 Mitglieder durch Wahl bestimmt. Der Vorsitzende ist der Speaker. Die Versammlung bestimmt einen Premierminister und ein Kabinett; politische Parteien gibt es jedoch nicht. Die Mehrheit der Mitglieder der Versammlung gehört den Ureinwohnern an.
Seit 1967, als Yellowknife Hauptstadt wurde, wurden immer mehr Zuständigkeiten vom Commissioner an die gewählte Regierung abgegeben, dieses Amt ist damit heute nur noch von symbolischer Bedeutung. Streitigkeiten gibt es aber bis heute um die Teilhabe an den Einnahmen aus Bodenschätzen zwischen der Bundesregierung und der Regierung der Territorien.
Entsprechend der Siedlungsstruktur ist die Verwaltung in zwei Regionen geteilt, die Fort Smith Region und die Inuvik Region. 47 inkorporierte Orte (municipalities) und 35 Weiler (hamlets), insgesamt etwa hundert Siedlungspunkte, sind dabei mehr oder minder stark von örtlichen Traditionen und politischen Strukturen geprägt, die oftmals in den ethnischen Traditionen wurzeln. Indianerreservate (Indian reserves genannt) existieren nur bei Hay River nahe Fort Smith. Seit 1984 wurden jedoch Verträge mit den Inuvialuit der Western Arctic geschlossen, dann 1993 mit der Tungavik Federation, wodurch nach einem Volksentscheid von 1982 im Jahr 1999 Nunavut abgetrennt wurde, und 1994 mit den Sahtu Dene und den Métis des Mackenzietals.

## Verwaltungsgliederung
Verwaltungstechnisch ist das Territorium in die folgenden Regionen gegliedert:
- Dehcho Region
- Inuvik Region
- North Slave Region
- South Slave Region
- Sahtu Region

## Umwelt

Verbreitungsgebiete der nordamerikanischen Karibuarten (Rangifer tarandus)

Um den Großen Sklavensee im Süden befinden sich mehrere Schutzgebiete, wie das Mackenzie Bison Sanctuary am Westufer, das Slave River Reserve um die Mündung des gleichnamigen Flusses in den See, an den sich südwestwärts der Wood-Buffalo-Nationalpark anschließt, der größte Nationalpark Kanadas. Beidseitig der Grenze zu Yukon befindet sich im Norden das Naturschutzgebiet des Peel River Reserve, weiter im Süden die 2009 um das Sechsfache erweiterte Nahanni-Nationalpark, die zum Weltnaturerbe zählt. Darüber hinaus findet sich an der Yukon-Grenze das kleine Norah Willis Michener Game Reserve.
Um den Großen Bärensee wurde im Jahr 2016 ein Biosphärenreservats der UNESCO eingerichtet. Das Biosphärenreservat Tsá Tué umfasst dabei eine Fläche von rund 93.300 km².
Im äußersten Norden, bereits an der Beaufortsee, befindet sich der Aulavik-Nationalpark auf der Banksinsel, wo zahlreiche Moschusochsen leben. Auf dem Festland nahe der Grenze nach Nunavut, wurde der Tuktut-Nogait-Nationalpark (16.340 km²) eingerichtet, nahe der Grenze zum Yukon das Reindeer Grazing Reserve. Es liegt nördlich und östlich von Inuvik und umfasst neben Richards Island die Gebiete um die Kugmallit Bay und die Liverpool Bay und reicht im Osten bis zum Anderson River. Hier stehen Karibuherden, vor allem Bluenose West und East sowie Cape Bathurst unter Schutz, Letztere wurde erst im Jahr 2000 als eigene Herde wahrgenommen. Ihre Zahlen sind allerdings rückläufig. So wies die Cape-Bathurst-Herde 1992 noch 17.500 Tiere auf, 2006 nur noch 1.800; Bluenose-West schrumpfte von 98.900 auf 18.000, Bluenose-East von 104,000 im Jahr 2000 auf 66,200 im Jahr 2006.
Die Karibuherden in ganz Kanada werden seit den 1990er Jahren kleiner, das gilt auch für die Nordwest-Territorien, die allein sieben dieser riesigen Herden von Barrenground Caribous beherbergen. Mitte der Achtzigerjahre umfassten sie wohl mindestens eine Million Tiere, Mitte der Neunziger vielleicht 1,3 Millionen. Besonders rapide schrumpfen die kleineren Herden, wie Cape Bathurst und Bluenose West, aber auch von den vier großen Herden sind Porcupine und besonders Bathurst stark rückläufig, während Beverly und Qamanirjuaq im Osten (also weitab von Siedlungen), die 1994 aus rund 500.000 Tieren bestand, sich zumindest bis Mitte der 90er Jahre noch vergrößert haben – weitere Daten fehlen jedoch.
In den ersten Jahren der Goldgewinnung am Großen Bärensee ab 1935 wurde zur Trennung von Gold und Erz ein Verfahren genutzt, bei dem große Mengen an Arsen(III)-oxid-Staub freigesetzt wurden. Von 1951 bis 1956 sanken die Arsenikmengen von 7,4 auf 2,6 t pro Tag, bis 1959 auf 52 kg. Insgesamt produzierte die Giant Mine während der 50 Jahre der Produktion (bis 1999) 237.000 t dieses giftigen Stoffes, der unterirdisch eingelagert worden ist. Diese Lager werden durch Grundwasser ausgeschwemmt, so dass aufwändige Reinigungsverfahren nötig wurden. Hinzu kommen die Störungen der Tierwanderungen durch Straßenbauten und den zunehmenden LKW-Verkehr. Die Erforschung dieser ökologischen Belastungen hat einen Schwerpunkt in Bremen.

## Wirtschaft
Die Wirtschaft der Nordwest-Territorien basiert auf der Ausbeutung der natürlichen Ressourcen. Dabei ist die Fallenstellerei nur noch von geringer gesamtwirtschaftlicher Bedeutung (0,9 Millionen CAD im Jahr 1999), doch existieren noch rund 5.000 Jagdlizenzen. Die Waljagd existiert nicht mehr, einzig bedeutsame Fischerei ist die auf dem Sklavensee, wobei fast nur Weißfisch gefangen wird. Auf dem Sklavensee ist kommerzielle Fischerei nicht erlaubt. Holzwirtschaft wird nur im Tal des Mackenzie betrieben.
In verschiedenen Minen werden, vor allem seit den 1930er Jahren, Gold, Uran, Blei, Zink, Silber, Kupfer, Wolfram und Diamanten abgebaut. Im Jahr 2000 trugen Diamanten 636 Millionen, Gold 56 und Silber 0,25 Millionen Dollar zur Wirtschaftsleistung bei. 1999 musste jedoch die größte Goldmine, die seit 1935 bestehende Giant Mine, schließen, da die Inhaberin, die Royal Oak Company, bankrott war. Außerdem existieren im Mackenzie-Delta umfangreiche Reserven an Erdöl (bei Norman Wells) und Erdgas. Während das Öl nach Alberta fließt, wird das Gas von Bent Horn auf Cameron Island nach Montreal verschifft. Bis 1986 kam die gesamte kanadische Wolframproduktion aus dem Territorium. Insgesamt beschäftigen die Minen rund 2000 Mitarbeiter, was etwa 15 % der Arbeitsplätze entspricht. Zu den Diamantenminen in den Nordwest-Territorien gehören die Ekati-Diamantenmine, die Diavik-Diamantenmine und die Snap-Lake-Diamantenmine. Die Minen nördlich der Stadt Yellowknife sind von der Außenwelt abgeschnitten und an nur zwei Monaten im Jahr über die Eisstraße Tibbitt to Contwoyto Winter Road an das amerikanische Straßennetz angeschlossen. Die Doku-Serie Ice Road Truckers behandelt diese Besonderheit.
Stromproduzenten sind die Northwest Territories Power Corporation, die 49 Orte beliefert, und die Northland Utilities Enterprises Ltd., die fünf Orte versorgt. 1994 lagen dabei 84 % der Kapazitäten bei ersterer Gesellschaft. Rund drei Viertel der Energie stammten dabei aus thermischen Quellen, ein Viertel aus Wasserkraft, also von Kraftwerken bei Yellowknife, Snare (allein drei Kraftwerke) und Taltson.
Im Süden wird zwar etwas Landwirtschaft betrieben, doch die meisten Nahrungsmittel werden importiert, wobei die niedrigen Preise wiederum eine lokale Landwirtschaft verhindern. Rund die Hälfte der Bevölkerung ist im Dienstleistungsbereich tätig, etwa ein Fünftel in der öffentlichen Verwaltung. Aufgrund der Bodenschätze und der relativ geringen Bevölkerungszahl haben die Nordwest-Territorien das höchste Bruttoinlandsprodukt pro Kopf aller Provinzen und Territorien Kanadas.
Von wachsender Bedeutung ist der Tourismus, obwohl die Region nicht leicht zu erreichen ist. Dazu tragen erheblich die Nationalparks bei, wobei diese auch Verwaltungsstellen schaffen. So wird Wood Buffalo von Fort Smith, Nahanni von Fort Simpson und Aulavik von Sachs Harbour aus verwaltet.
Schließlich trägt der Kunstmarkt erheblich zu den Familieneinkommen der Ureinwohner bei, wie etwa Drucke und Skulpturen der Inuit. Fast 50 Kooperativen versorgen rund 5.000 Menschen mit Arbeit und Einkommen. Dabei unterhalten diese Kooperativen auch Hotels, Restaurants und Geschäfte.

## Verkehr
Auf dem Mackenzie gibt es nach wie vor eine Flussschifffahrt, bei der die Häfen Hay River und Tuktoyaktuk entscheidende Rollen spielen. Die Schifffahrt entlang der Küste ist nur wenige Wochen im Sommer möglich, dort verkehren auch Eisbrecher.
Die Binnenhäfen sind über Schotterstraßen an das dünne Pistennetz angebunden. Dabei verbinden Mackenzie und Yellowknife Highway das rund 2.200 km lange Straßennetz des Territoriums über Hay River und Yellowknife mit Alberta. Der einzige Weg zum Wood Buffalo National Park verbindet zugleich Hay River mit Fort Resolution und Fort Smith. Die Nordverbindung durch das Mackenzietal reicht bis Wrigley nördlich von Fort Simpson. Der 1984 eröffnete Liard Highway verbindet diesen Ort über Fort Liard mit dem Alaska Highway. Der Dempster Highway verbindet die Orte des Mackenziedeltas mit Dawson in Yukon. Von besonderer Bedeutung sind die nur im Winter befahrbaren Winterstraßen und die zugefrorenen Seen, die oftmals die einzige Außenverbindung darstellen.

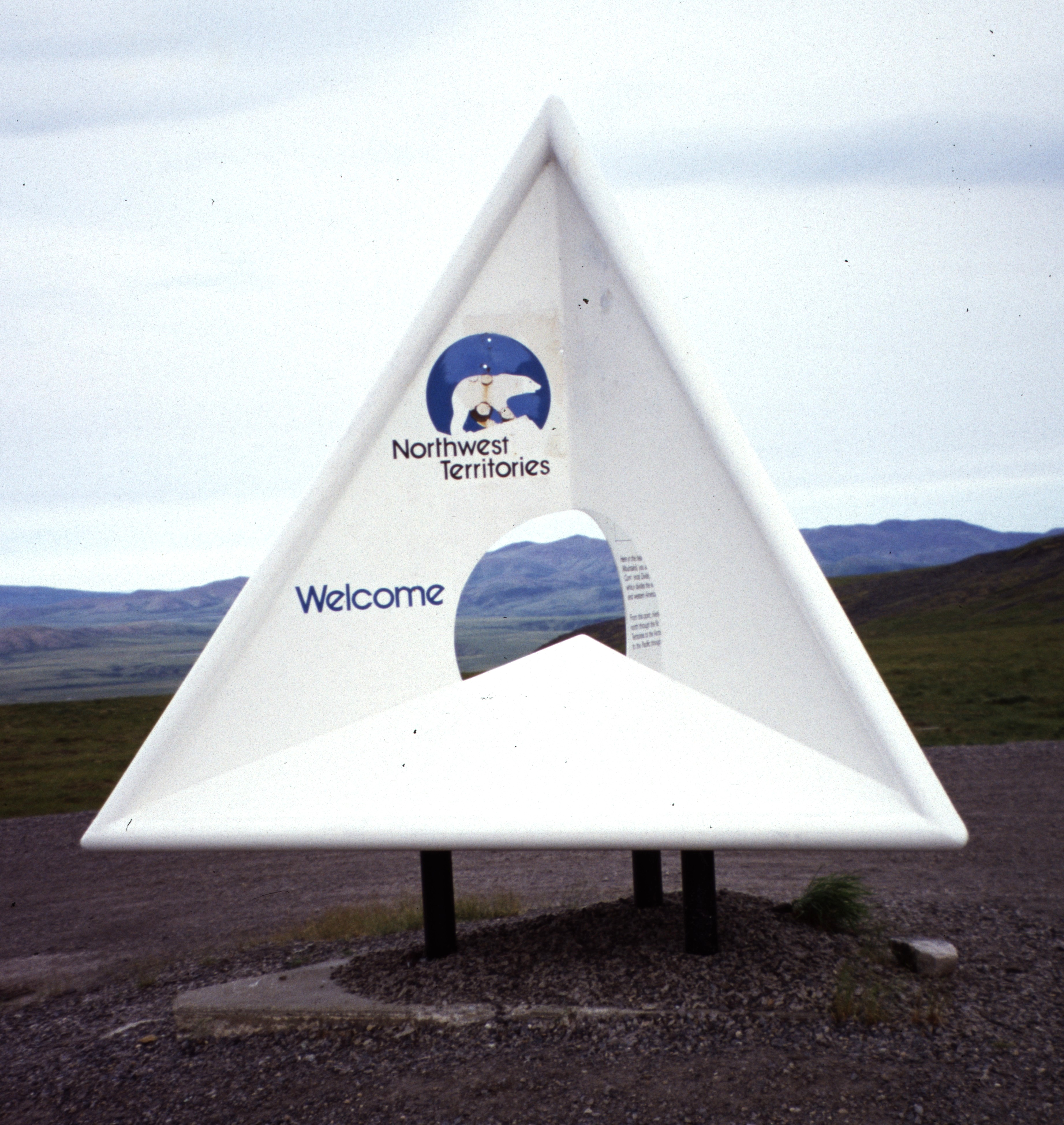
Willkommensschild Northwest Territories am Dempster Highway

Zwar gibt es Flugverbindungen von Edmonton zu Flugplätzen im Mackenzietal und nach Resolute, von Montréal in den Osten und nach Resolute, sowie von Winnipeg nach Yellowknife, Rankin Inlet und Iqaluit, doch neun von zehn Flügen gehen von und nach Yellowknife. Orte über 100 Einwohner haben einen Flugplatz.

## Kultur

### Sprachenvielfalt
In den Nordwest-Territorien gibt es elf Amtssprachen, mehr als in allen anderen Provinzen und Territorien, wobei zu den im übrigen Kanada vorherrschenden beiden europäischen die Sprachen der Inuit und die der Indianer kommen. Letztere gehören der Gruppe der athabaskischen Sprachen an. Die Amtssprachen sind dementsprechend Chipewyan, Cree, Englisch, Französisch, dann die Sprache der Gwich'in, Inuinnaqtun, Inuktitut, Inuvialuktun, North Slavey, South Slavey und Dogrib. Einwohner haben das Recht, sich in diesen Sprachen an Gerichte und an Regierungsstellen zu wenden. Jedoch sind Gesetze nur in der englischen und französischen Fassung rechtlich bindend. Gesetze und andere Dokumente werden nur übersetzt, wenn dies ausdrücklich gewünscht wird.

### Bildung und Forschung

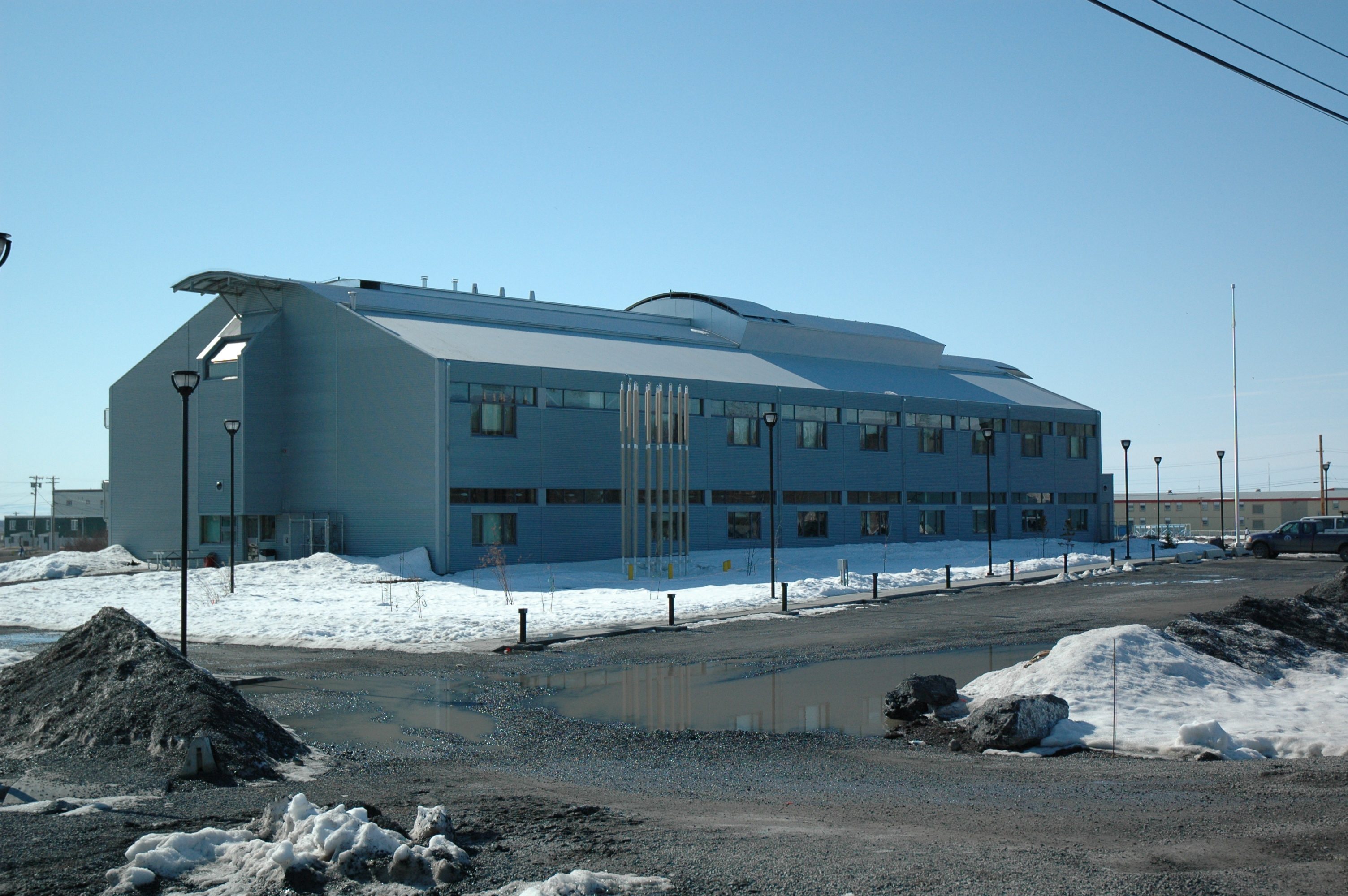
Aurora-College in Inuvik

Die Aufgabe der staatlich organisierten Bildung und Erziehung lag zunächst bei Missionaren und Kirchen. Es entstanden 13 sogenannte Residential Schools, in denen aus den Ureinwohnern Christen gemacht werden sollten, und die Ureinwohner entsprechend dem Gradual Civilization Act „zivilisiert“ werden sollten. Dazu wurden die meist nomadischen oder halbnomadischen Gruppen angesiedelt. Die Schulen wurden bis in die 1970er Jahre betrieben.
Im Jahr 2000 bestanden im Territorium 77 Schulen mit 1.253 Vollzeitlehrern und 9.800 Schülern. 1962 lag diese Zahl erst bei 6.000. Dabei sind die Curricula der Ureinwohner, DeneKede und Inuuqatigiit, maßgeblich für die Vermittlung von Kulturen und Sprachen.
1984 entstand das Arctic College mit je einem Campus in Fort Smith und Iqaluit. Zwischen 1987 und 1990 wurden die örtlichen Bildungsstätten dem College-System angegliedert. 1995 wurde das Arctic College aufgeteilt und es entstanden das Aurora College in der Western Arctic und das Nunavut Arctic College in der Eastern Arctic.

### Museen, Archive, Bibliotheken

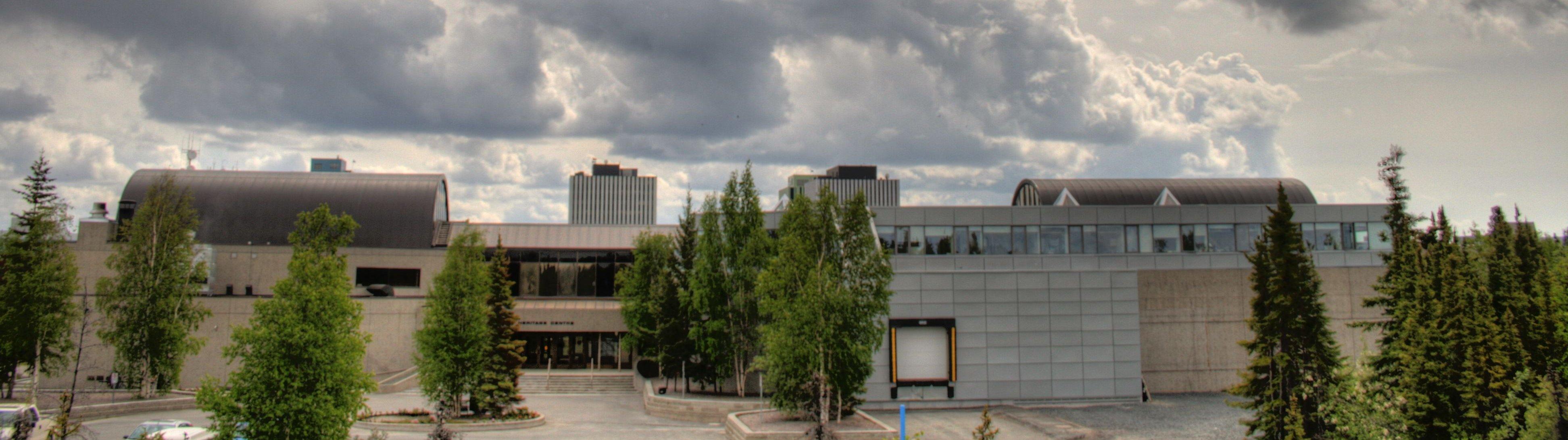
Prince of Wales Northern Heritage Center in Yellowknife

Das Prince of Wales Northern Heritage Centre ist sowohl das bedeutendste Museum als auch das Archiv des Territoriums und besitzt eine eigene Bibliothek. Es repräsentiert als Zweig des Department of Education, Culture and Employment die Kulturen des Territoriums, sammelt und erhält die zugehörigen Artefakte und stellt sie im Haus und online aus. Pläne zum Bau einer solchen Institution nahmen 1971 Gestalt an und wurden 1972 von der Regierung genehmigt. 1979 konnte das Zentrum in Gegenwart des britischen Thronfolgers und Namensgebers eingeweiht werden. Die Sammlungen umfassen über 350.000 Fotografien, mehrere tausend Stunden Ton- und Filmaufnahmen, sowie 9.000 Bücher. Hinzu kommen Tagebücher und Briefe, Karten, Regierungsakten sowie zahlreiche wissenschaftliche Publikationen und Feldberichte von Grabungskampagnen.
Die größte Bibliothek mit über 70.000 Medien befindet sich ebenfalls in der Hauptstadt. Die Yellowknife Public Library ist dabei Teil der NWT Public Library Services. Dazu gehören Regionalbibliotheken in den meisten Orten des Territoriums, wie etwa die Aklavik Community Library oder die Fort McPherson Community Library im Nordwesten oder die Zhahti Koe Community Library in Fort Providence, die Hay River Centennial Library oder die Hay River Dene Reserve Community Library, die sich beide in Hay River befinden, jedoch verschiedene Schwerpunkte bilden. Hinzu kommt die Mary Kaeser Library in Fort Smith, die über Zeitschriftenabonnements mit regionalen Schwerpunkten verfügt, wie etwa den Inuit Art Quarterly oder das Arctic Bulletin.

### Zeitungen, Radio, Fernsehen
Neben landesweiten Blättern bestehen in den Nordwest-Territorien mehrere Wochenzeitungen mit regionalen Schwerpunkten. So bildet die Deh Choh Drum einen Schwerpunkt im Süden und sie erscheint, wie einige andere auch, im Internet. Die Orte Fort Chipewyan in Alberta und Fort Smith werden vom Slave River Journal versorgt. Hinzu kommen The Hub, Inuvik Drum, Tusaayaksat (Inuit, zweimonatlich), das französische Blatt L'Aquilon, News North, die in Yellowknife zweimal pro Woche erscheint.
Im Territorium bestehen heute vier lokale Radiostationen, neben den landesweiten Angeboten der Canadian Broadcasting Corporation (CBC). In den 50er Jahren wurde eine erste private Radiostation eingerichtet, die in Yellowknife ihren Betrieb aufnahm und erst 1958 offizielle Anerkennung durch die CBC fand (CFYK-AM (Radio One)). Wie bei anderen Stationen auch, so ergänzte die CBC 1995 das vorhandene Tagesprogramm durch ein Nachtprogramm. Mit CJCD-FM folgte ein zweiter Sender in der Hauptstadt ab 1979, den Charles A. Dent leitete. 2007 verkaufte die Dent-Familie den Sender jedoch an Vista Broadcast Group Inc. Ein dritter Sender, CKLB-FM, entstand 1985. Er hat ein stärker multikulturelles Programm.
Die zweite Radiostation im Territorium nahm am 22. November 1960 ihren Sendebetrieb in Inuvik auf. Weitere Stationen folgten als Transmitter in Fort Norman (1969), Fort Good Hope (1973), Fort McPherson (1974), Cambridge Bay (1975), zuletzt in Tuktoyaktuk (2005). 1990 strahlte der Sender in Inuvik mehr als 40 Stunden pro Woche ein eigenes Programm aus, von dem 15 Stunden in der Sprache der Gwich'in und Inuvialuktun vorgesehen waren. Erst 1986 entstand eine Radiostation in Aklavik.
Ähnlich wie bei den Radiosendern, so bestehen Fernsehsender nur in Inuvik und Yellowknife. Dort entstand 1967 CFYK-TV, in Inuvik folgte 1968/69 CHAK-TV. Der Sender in Yellowknife war der erste Fernsehsender im Norden Kanadas und entstand im Zuge des Frontier Coverage Package Program der CBC.

### Sport
Sportler aus dem Territorium nehmen regelmäßig an den Arctic Winter Games teil, neben Athleten aus Nunavut und dem Yukon sowie Nunavik und Nord-Alberta. Weiterhin nehmen auch Athleten aus Alaska und Grönland an diesen Spielen teil.